# Herminia santerivalis
Herminia santerivalis là một loài bướm đêm trong họ Noctuidae.